# Демократска Република Конго на Олимпијским играма
ДР Конго се први пут појавио на Олимпијским играма 1968. године и после паузе од 16 година поново је почела редовно да шаље своје спортисте на Летње олимпијске игре.
На Зимске олимпијске игре ДР Конго никада није слао своје представнике. Представници ДР Конга, закључно са Олимпијским играма одржаним 2008. године у Пекингу, нису освојили ни једну олимпијску медаљу.
Национални олимпијски комитет ДР Конга (Comité Olympique Congolais) је основан 1963. а признат од стране Међународног олимпијског комитета 1968. године.

## Медаље

### Освојене медаље на ЛОИ
| Учешће и освојене медаље ДР Конга на ЛОИ |                          |                          |                          |                          |                          |                          |                          |                          |                          |                          |
| ЛОИ                                      | Носилац заставе          | Учешће                   | Муш.                     | Жене                     | спорт.                   | Злато                    | Сребро                   | Бронза                   | Укупно                   | Ранг                     |
| 1968. Мексико Сити                       |                          |                          |                          |                          |                          | 0                        | 0                        | 0                        | 0                        |                          |
| 1972. Минхен                             | ДР Конго није учествовао | ДР Конго није учествовао | ДР Конго није учествовао | ДР Конго није учествовао | ДР Конго није учествовао | ДР Конго није учествовао | ДР Конго није учествовао | ДР Конго није учествовао | ДР Конго није учествовао | ДР Конго није учествовао |
| 1976. Монтреал                           | ДР Конго није учествовао | ДР Конго није учествовао | ДР Конго није учествовао | ДР Конго није учествовао | ДР Конго није учествовао | ДР Конго није учествовао | ДР Конго није учествовао | ДР Конго није учествовао | ДР Конго није учествовао | ДР Конго није учествовао |
| 1980. Москва                             | ДР Конго није учествовао | ДР Конго није учествовао | ДР Конго није учествовао | ДР Конго није учествовао | ДР Конго није учествовао | ДР Конго није учествовао | ДР Конго није учествовао | ДР Конго није учествовао | ДР Конго није учествовао | ДР Конго није учествовао |
| 1984. Лос Анђелес                        |                          |                          |                          |                          |                          | 0                        | 0                        | 0                        | 0                        |                          |
| 1988. Сеул                               |                          |                          |                          |                          |                          | 0                        | 0                        | 0                        | 0                        |                          |
| 1992. Барселона                          |                          |                          |                          |                          |                          | 0                        | 0                        | 0                        | 0                        |                          |
| 1996. Атланта                            |                          |                          |                          |                          |                          | 0                        | 0                        | 0                        | 0                        |                          |
| 2000. Сиднеј                             |                          |                          |                          |                          |                          | 0                        | 0                        | 0                        | 0                        |                          |
| 2004. Атина                              |                          |                          |                          |                          |                          | 0                        | 0                        | 0                        | 0                        |                          |
| 2008. Пекинг                             |                          |                          |                          |                          |                          | 0                        | 0                        | 0                        | 0                        |                          |
| 2012. Лондон                             |                          |                          |                          |                          |                          |                          |                          |                          |                          |                          |
| 2016. Рио де Жанеиро                     |                          |                          |                          |                          |                          |                          |                          |                          |                          |                          |
| 2020. Токио                              |                          |                          |                          |                          |                          |                          |                          |                          |                          |                          |
| 2024. Париз                              |                          |                          |                          |                          |                          |                          |                          |                          |                          |                          |
| 2028. Лос Анђелес                        | предстојећи догађај      |                          |                          |                          |                          |                          |                          |                          |                          |                          |
| 2032. Бризбејн                           | предстојећи догађај      |                          |                          |                          |                          |                          |                          |                          |                          |                          |
| Укупно                                   |                          |                          |                          |                          |                          | 0                        | 0                        | 0                        | 0                        |                          |